# 第23太陽週期

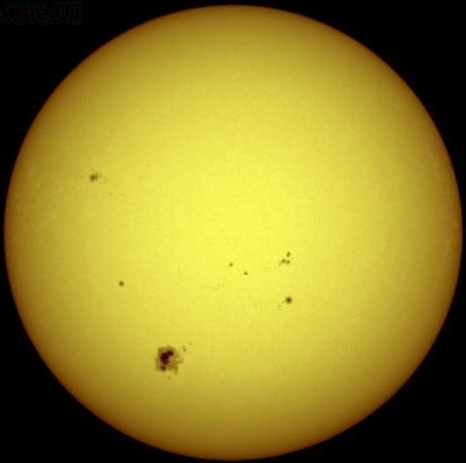
太陽和一些可見的黑子。

NASA的地23太陽週期和第24太陽週期的數量預測。

第23太陽週期是從1775年開始紀錄太陽黑子活動以來的第23個太陽週期，這個週期開始於1996年5月，結束於2008年12月，持續了12.6年。最大平滑黑子數(超過12個月期間的黑子月平均數值)為120.8，最小的數值為1.7，在這個週期內沒有黑子的天數約為805天。
第23週期的主要極光第一次發生在2000年4月6日，遠在佛羅里達州南部和歐洲南部，都能看見明亮的紅色極光。在2000年7月14日，一個太陽閃焰引起了 X5.7級的日冕物質拋射 (CME) 猛然發生，引起激烈的地磁風暴 (G5水準)。這場風暴造成一些運作中的電力系統和 GPS 的損傷，稱為巴士底日事件。遠在德薩斯州南部都能看見極光。另一次主要的極光在2001年4月1日被觀測到，肇因於CME擊中了地球的磁層。遠在墨西哥的南邊和南歐都能看見光。第二天，在2001年4月2日發生了很大的太陽閃焰，X20的等級，幸好這股疾風沒有侵襲地球。這個閃焰是紀錄中第二強大的。在2003年10月後期，出現了一系列的大閃焰。在2003年10月28日，一個X17.2的閃焰被拋出，導致遠在佛羅里達和德克薩斯州都能看見極光。幾天之後，在2003年11月4日測量到一個更強大的閃焰，開始時是X28級，然後增強至X45級。這個閃焰沒有撲向地球，因此只在高緯度地區引發了極光。期它的大閃焰發生在2005年9月7日 (X17)、2001年4月15日 (X14.4)、和2003年10月29日(X10)，都可以在中緯度看見極光。
在這個週期大閃焰的完整紀錄可以在太空氣象的網站 (spaceweather.com) 上查詢。